# Minami-ku (Saitama)
Pour les articles homonymes, voir Minami-ku (homonymie).
Minami (南区, Minami-ku) est un arrondissement de la ville de Saitama, située dans la préfecture de Saitama, au Japon.

## Géographie

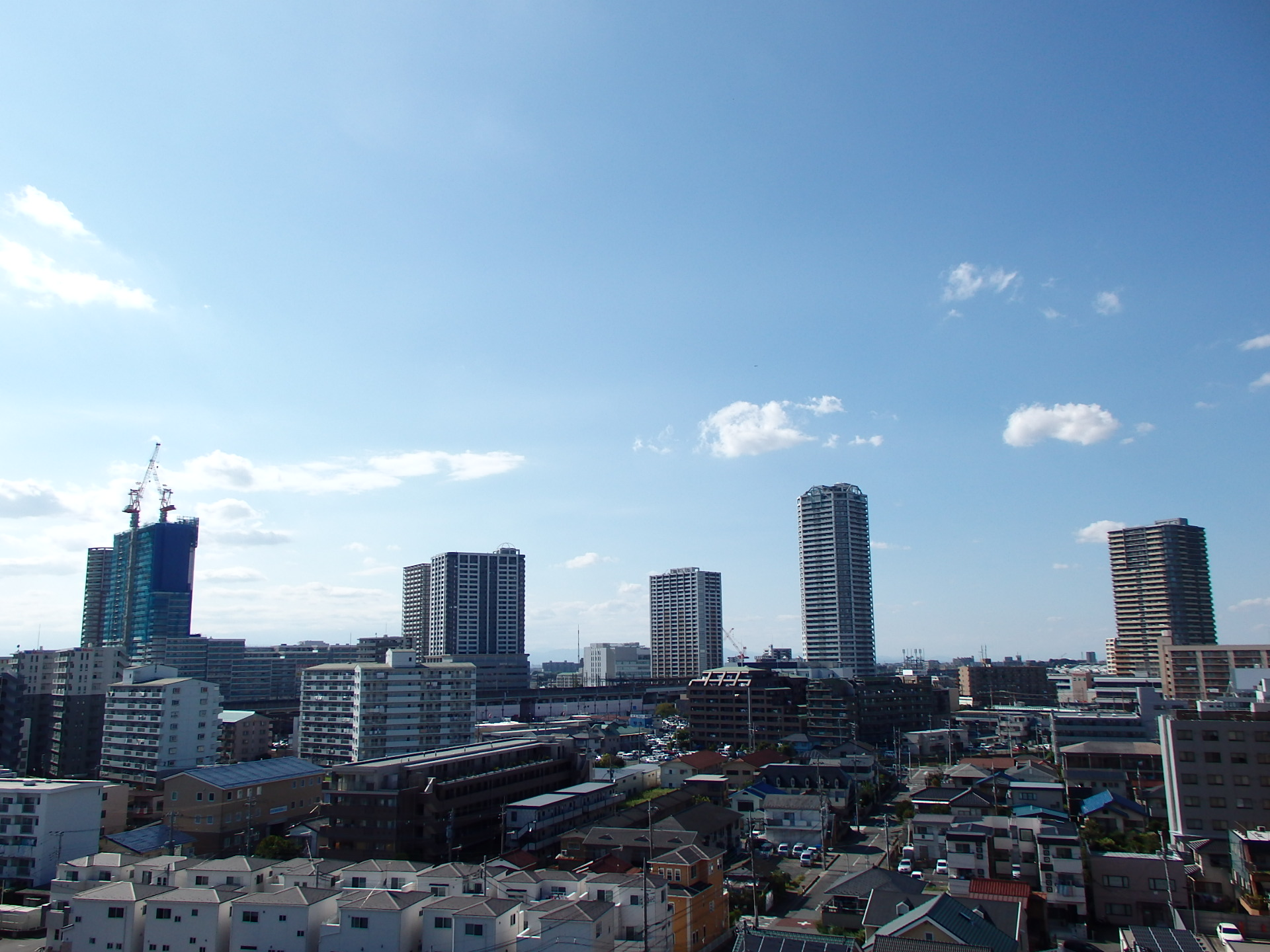
Vue de Minami-ku.

### Situation
Minami-ku est situé dans le sud de la ville de Saitama, dans la préfecture de Saitama, au Japon.

### Démographie
Au 1er avril 2017, la population de Minami-ku comptait 184 307 habitants (14,3 % de la population de la ville de Saitama) répartis sur une superficie de 13,82 km2.

## Histoire
L'arrondissement a été créé en 2003 lorsque Saitama est devenue une ville désignée par ordonnance gouvernementale. Avant 2001, le territoire occupé par Minami-ku faisait partie de l'ancienne ville d'Urawa.

## Transports
L'arrondissement est desservi par les lignes Musashino, Keihin-Tōhoku et Saikyō de la JR East.